# Cara Dillon
Cara Dillon (Dungiven, 21 juli 1975) is een Noord-Iers folkzangeres, songwriter en musicus.

## Biografie
Cara Dillon groeide op in Derry, Noord-Ierland, in een omgeving met veel traditionele Ierse folk. Ze leerde liedjes van haar moeder en speelde op haar tin whistle of fiddle mee als er thuis traditionele folkplaten werden afgespeeld. Op haar 14e won Dillon de All Ireland Singing Trophy. Een jaar later werd ze zangeres en bandlid in de traditionele Ierse folkgroep Óige. Ze toerde met deze groep door Europa.
In 1995 werd Dillon door platenlabel Warner benaderd om Kate Rusby op te volgen als zangeres in de Britse folk-popgroep Equation. Dillon verliet de band na een jaar, samen met mede-bandlid, pianist en gitarist (en haar latere echtgenoot) Sam Lakeman. Dillon en Lakeman tekenden vervolgens een contract bij Warners' dochterlabel Blanco y Negro Records, om muziek te maken onder de naam Polar Star. Maar ook deze samenwerking was geen succes. Dillon en Lakeman verlieten Warners na 5 jaar zonder een plaat te hebben uitgebracht. Vanuit Warners werd geprobeerd om hen meer de richting in te krijgen van commerciële pop, en Dillon verklaarde later dat ze hierbij te veel concessies moesten doen.
Dillon en Lakeman stapten vervolgens over naar Rough Trade Records waar ze meer artistieke vrijheid kregen. In de folkwereld werd met enige verbazing gereageerd op hun keuze voor Rough Trade, een label dat vooral bekend is van rock- en indie-acts als The Smiths en The Strokes. Cara Dillon zei er later over dat het contract met Rough Trade hen heeft geholpen om een breder publiek te bereiken. In 2001 bracht Cara Dillon haar debuutalbum uit met voornamelijk traditionele folk. Van dit album werden 20.000 exemplaren verkocht, een groot succes voor een folkalbum. Het jaar daarna won ze BBC Radio 2 Folk Awards in de categorieën beste traditionele song en beste nieuwkomer.
Ze won daarna nog diverse awards en nominaties, waaronder een BBC Radio 2 Folk Award in de categorie album van het jaar in 2010. Ze werkte samen met onder andere Phil Coulter, Mike Oldfield, Paul Brady, Dan Tyminski en Kris Drever.
In 2009 zong Dillon enkele songs voor de Disney-film Tinker Bell and the Great Fairy Rescue.

## Muziekstijl

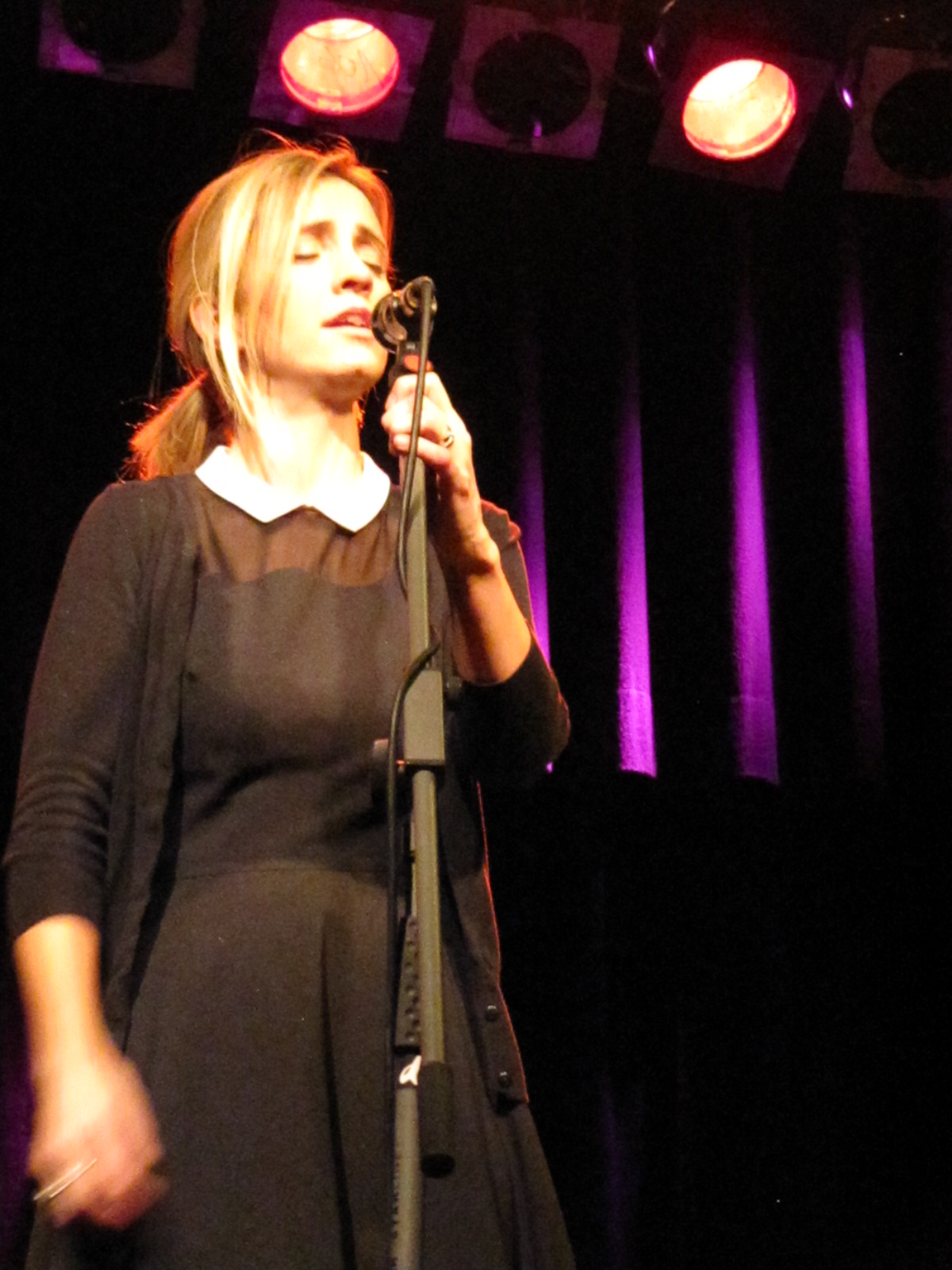
Cara Dillon in 2014

Dillon combineert in haar muziek traditionele Ierse folk met pop en folk-pop. Op sommige  albums, zoals haar debuut, ligt de nadruk meer op traditionele folk, op andere albums is meer ruimte voor elementen uit pop en folk-pop. Maar ook de meer traditionele albums klinken relatief modern door de arrangementen en productie van Sam Lakeman. Dillon en Lakeman brengen naast traditionele folksongs ook zelfgeschreven songs.
Op de albums van Dillon zijn diverse instrumenten te horen, zoals gitaar, piano, fiddle, accordeon, fluit, bodhran, uilleann pipes (Ierse doedelzak) en percussie.
Enkele thema's in de songs van de Noord-Ierse Dillon, die een groot deel van haar leven buiten haar geboortestreek heeft gewoond, zijn emigratie, heimwee, verloren liefde en de zoektocht naar liefde. Een van haar meest persoonlijke songs is October Winds (2006), over haar overleden vader.

## Erkenning en waardering
In recensies krijgt Cara Dillon veel waardering voor haar stem en zang. Haar stem wordt omschreven als kristalhelder en van een grote schoonheid en haar voordracht als foutloos, precies en betoverend. Muziektijdschrift Songlines noemde Dillon "een belangrijke en onderscheidende stem in de traditionele Ierse muziek".

## Prijzen en nominaties (selectie)
- 2002: BBC Radio 2 Folk Award in de categorie Best Traditional Song (Black Is the Colour)[6]
- 2002: BBC Radio 2 Folk Award  in de categorie Horizon Award (Best Newcomer)[6]
- 2004: Meteor Music Award in de categorie Best Irish Female[1]
- 2010: BBC Radio 2 Folk Award in de categorie Album of the Year (Hill of Thieves)[7]
- 2010: nominatie voor BBC Radio 2 Folk Award in de categorie Folk Singer of the Year[21]
- 2010: nominatie voor BBC Radio 2 Folk Award in de categorie Best Traditional Song (Spencer The Rover)[21]
- 2015: nominatie voor BBC Radio 2 Folk Award in de categorie Folk Singer of the Year[22]

## Discografie
- Cara Dillon (2001)
- Sweet Liberty (2003)
- After the Morning (2006)
- Hill of Thieves (2009)
- A Thousand Hearts (2014)
- Upon a Winter's Night (2016)
- Wanderer (2017)
- Live At Cooper Hall (2021)
- Coming Home (2024)